# Comuna Costeștii din Vale, Dâmbovița
Costeștii din Vale este o comună în județul Dâmbovița, Muntenia, România, formată din satele Costeștii din Vale (reședința), Mărunțișu și Tomșani.
La sfârșitul secolului al XIX-lea, comuna purta numele de Costești și se afla în plasa Bolintinul din județul Dâmbovița. Era formată din cătunele Costești-Vatra (Costeștii din Vale), Puțul cu Salcia și Bucuroaia, având în total 810 locuitori. În comună, funcționau o biserică și o școală. Pe teritoriul actual al comunei mai era atunci organizată în aceeași plasă și comuna Mărunțișu, formată din satele Tomșani, Mărunțișu, Poșta și Matracaua, cu 900 de locuitori. În comuna Mărunțișu funcționau două biserici.
În 1925, cele două comune erau arondate plășii Titu din același județ. Comuna Mărunțișu avea 1253 de locuitori în satele Mărunțișu, Mărunțișu-Titu, Tomșani și în cătunele Matracaua și Poșta. Comuna Costești, cu satele Bucuroaia, Costeștii din Deal, Costești-Vatra, Merișu și Puțu cu Salcia, avea 1886 de locuitori.
În 1950, comunele au fost incluse în raionul Titu din regiunea București și în timp au fost comasate, prin desființarea comunei Mărunțișu și unirea ei cu o parte din comuna Costești, luând numele și componența actuală. În 1968, comuna Costeștii din Vale a revenit la județul Dâmbovița, reînființat. Tot atunci, satele Bucuroaia, Matracaua și Merișu au fost desființate și incluse în satul Costeștii din Vale.

## Personaliăți
- Ion C. Vissarion (1883 - 1951), scriitor și inventator, laureat al Academiei Române. Grație lui Vissarion, între cele două războaie mondiale, la Costeștii din Vale au fost organizate întâlniri și conferințe pe teme diverse, a celor mai importanți scriitori și oameni politici ai vremii, de la Octavian Goga, Ion Gheorghe Duca, Liviu Rebreanu și doctorul Constantin I. Istrati, până la Alexandru Vlahuță, N. D. Cocea, Mihail Sadoveanu, Ion Mihalache, Barbu Ștefănescu Delavrancea, Ioan Ciorănescu, Gala Galaction și Tudor Arghezi.[9]
- Petru Verussi (1847 - 1886), pictor și publicist, profesor la Școala de arte frumoase din Iași, membru al Societății Junimea și deputat liberal. Una dintre cele mai importante lucrări ale lui Petru Verussi este Țăranca, pictată în ulei pe pânză și regăsindu-se Muzeul Național de Artă al României din București.[10]
- Gheorghe S. Buzescu (d. 1965), învățator, scriitor și militar, descendent al familiei Buzești.[11]
- Ștefan Ion Ghilimescu (n. 1947), poet, critic și istoric literar, eseist și publicist, bursier al Premiului Herder. A primit premiul Opera Omnia al Uniunii Scriitorilor din România (2017), pentru întreaga operă.[12]

## Demografie
Componența etnică a comunei Costeștii din Vale
     Români (83,82%)
     Romi (8,79%)
     Alte etnii (7,39%)
Componența confesională a comunei Costeștii din Vale
     Ortodocși (85,34%)
     Penticostali (3,81%)
     Alte religii (1,13%)
     Necunoscută (9,72%)
Conform recensământului efectuat în 2021, populația comunei Costeștii din Vale se ridică la 3.437 de locuitori, în scădere față de recensământul anterior din 2011, când fuseseră înregistrați 3.485 de locuitori. Majoritatea locuitorilor sunt români (83,82%), cu o minoritate de romi (8,79%). Din punct de vedere confesional, majoritatea locuitorilor sunt ortodocși (85,34%), cu o minoritate de penticostali (3,81%), iar pentru 9,72% nu se cunoaște apartenența confesională.

## Politică și administrație
Comuna Costeștii din Vale este administrată de un primar și un consiliu local compus din 13 consilieri. Primarul, Valentin-Zsolt Dună[*], de la Partidul Social Democrat, este în funcție din 1 noiembrie 2024. Începând cu alegerile locale din 2024, consiliul local are următoarea componență pe partide politice:
|  | Partid                    | Consilieri | Componența Consiliului | Componența Consiliului | Componența Consiliului | Componența Consiliului | Componența Consiliului | Componența Consiliului | Componența Consiliului | Componența Consiliului |
|  | ------------------------- | ---------- | ---------------------- | ---------------------- | ---------------------- | ---------------------- | ---------------------- | ---------------------- | ---------------------- | ---------------------- |
|  | Partidul Social Democrat  | 8          |                        |                        |                        |                        |                        |                        |                        |                        |
|  | Partidul Național Liberal | 5          |                        |                        |                        |                        |                        |                        |                        |                        |